# لويس كاري
لويس كاري (بالإنجليزية: Louis Carey)‏ (22 يناير 1977 برستل المملكة المتحدة - ) هو لاعب كرة قدم بريطاني يلعب كمدافع.

## روابط خارجية
- لويس كاري على موقع قاعدة بيانات كرة القدم.إي يو (الإنجليزية)
- لويس كاري على موقع Soccerbase.com (لاعب) (الإنجليزية)
- لويس كاري على موقع عالم كرة القدم.نت (الإنجليزية)